# Малформација
Малформација је наслеђено или стечено одступање од нормалног облика у грађи целог тела, његових појединачних делова, органа или психолошке функције. Различити облици малформације условљавају или су пратилац различитих поремећаја у физичком и менталном функционисању што се у великој мери рефлектује и на социјални положај и функционисање појединца.